# Героические лузеры
«Героические лузеры» (исп. La odisea de los giles) — кинофильм режиссёра Себастьяна Боренштейна, вышедший на экраны в 2019 году. Экранизация романа Эдуардо Сачери «Ночь героических лузеров» (исп. La noche de la Usina).

## Сюжет
Действие происходит в 2001 году в провинциальном аргентинском городке. Компания друзей решает организовать кооператив по переработке сельскохозяйственной продукции. Они собирают часть средств, необходимых для открытия дела, и кладут их в банк, рассчитывая получить кредит на оставшуюся сумму. Однако на следующий день в стране происходит финансовый кризис и все вклады пропадают. Только адвокат Манци остаётся в плюсе: друзья узнают, что накануне он обменял все свои песо на доллары, воспользовавшись инсайдерской информацией. Компания решает ограбить Манци и вернуть свои деньги, но сделать это будет непросто: тот хранит доллары в подземном бункере-сейфе, постоянно подключённом к сигнализации…

## В ролях
- Рикардо Дарин — Фермин Перласси
- Луис Брандони — Антонио Фонтана
- Чино Дарин — Родриго Перласси, сын Фермина
- Вероника Льинас — Лидия Перласси, жена Фермина
- Даниэль Араос — Белаунде
- Карлос Бельосо — Медина
- Марко Антонио Капони — Эрнан
- Рита Кортезе — Кармен Лархио
- Андрес Парра — Манци

## Релиз
Премьера состоялось в Аргентине 15 августа 2019 года. В кинотеатрах Испании фильм вышел 29 ноября 2019 года. В России фильм вышел 24 сентября 2020 года.

## Награды и номинации
- 2019 — участие в конкурсной программе кинофестиваля в Сан-Себастьяне.
- 2019 — участие в конкурсной программе Гаванского кинофестиваля.
- 2020 — премия «Гойя» за лучший латиноамериканский фильм.
- 2020 — номинация на премию «Ариэль» за лучший латиноамериканский фильм.